# Vòng loại Giải vô địch bóng đá ASEAN 2024
Vòng loại Giải vô địch bóng đá ASEAN 2024 là quá trình vòng loại cho Giải vô địch bóng đá ASEAN 2024, lần thứ 15 của Giải vô địch bóng đá ASEAN (trước đây là Giải vô địch bóng đá Đông Nam Á). Brunei và Đông Timor sẽ thi đấu với nhau trong hai lượt trận trên sân nhà và sân khách để giành tấm vé thứ 10 và cũng là cuối cùng vào chơi tại vòng chung kết.

## Địa điểm
| Bandar Seri Begawan                    | Chonburi              |
| -------------------------------------- | --------------------- |
| Sân vận động Quốc gia Hassanal Bolkiah | Sân vận động Chonburi |
| Sức chứa: 28.000                       | Sức chứa: 8.680       |
|                                        |                       |
| Bandar Seri Begawan                    | Chonburi              |

## Các trận đấu
Chú ý: Đội in đậm là đội góp mặt tại vòng chung kết
| Đội 1  | TTSTooltip Aggregate score | Đội 2      | Lượt 1 | Lượt 2 |
| ------ | -------------------------- | ---------- | ------ | ------ |
| Brunei | 0–1                        | Đông Timor | 0–1    | 0–0    |

### Lượt đi
| Brunei | 0–1      | Đông Timor |
| ------ | -------- | ---------- |
|        | Chi tiết | - Gali 47' |

| Brunei | Đông Timor |

### Lượt về
| Đông Timor | 0–0      | Brunei |
| ---------- | -------- | ------ |
|            | Chi tiết |        |

| Đông Timor | Brunei |

Đông Timor giành chiến thắng với tổng tỷ số 1–0 và góp mặt tại vòng chung kết.

## Cầu thủ ghi bàn
Đã có 1 bàn thắng ghi được trong 1 trận đấu, trung bình 1 bàn thắng mỗi trận đấu.
1 bàn thắng
- Paulo Gali